# ゲゼ
ゲゼ (GEZE) は、アニメ『機動戦士ガンダムΖΖ』に登場する架空の作業用ロボット（MS）。

## デザイン
永野護による第1稿を経て小林誠が第2稿に修正し、伸童舎がフィニッシュ･ワークを行った。第1稿ではゾックやゴッグを思わせる重量感のあるフォルムが特徴だったが、第2稿でシルエットは変えずに肩のアームの付け位置や大腿部のカバーなどが変更された。小林は自身のTwitterで「ラフ画稿からのクリンナップと頭身の変更のみで、できるだけオリジナルの意匠を壊さない感じで仕上げています」と述べているほか、第1稿はSD的頭身だったとのことで、永野による第1稿のデザインの良さが評価されず、誰にも理解されなかった当時を振り返って悲しい思い出だったとも述べている。

## 設定解説
サイド1コロニー「シャングリラ」でジャンク屋を営むゲモン・バジャックが独力で開発した、MSのジャンクパーツを寄せ集めたハンドメイドのモビルワーカー（重作業用MS）。パイロットはゲモン（1号機）および、ヤザン・ゲーブル（2号機）、マシュマー・セロ（3号機、小説版のみ）。劇中では型式番号の類は明らかにされていないが、1号機と2号機の各機とも足の裏にそれぞれ機体ナンバーだけは刻印されている（第8話）。塗装は、1号機が青で2号機が赤茶。
主にグリプス戦役当時のMSのジャンクパーツで構成されており、高出力ジェネレータやムーバブルフレーム、装甲の一部にガンダリウムを採用するなど、技術水準だけで見れば第2世代MSに分類できる。ゲモンの言によれば「戦闘用MSとして十分なスペックを有して」おり、転がってくる自機と同サイズの大型ガスタンクを受け止めて持ち上げるなど、格闘戦に限れば十分なパワーを備えているが、作業用に特化しているためにまともな武装はない。劇中では格闘戦用のロッド（GUNDAM.INFOでは「ジャンク粉砕用の特殊合金ステッキ」と記載）や、投擲に用いた廃材の鉄骨程度で、戦闘用MSの相手にはなりえない。機動性に関しては「鈍重そうに見えて動きは素早い」とされ、コロニー内で飛翔できるくらいの推力を有しているが、MA形態のガザCと足並みを揃えるのは難しいレベルである。
3本指の通常型とクローハンドを左右2本ずつ、計4本のアームを持ち、ゴンドラ式コクピットは胴体を一周するレールに沿っての移動が可能で、360度旋回できる上半身と併せて作業に関しては便利な構造である。しかし、正面をガラス扉1枚で隔てたのみのコクピットからも、戦闘に関してはまったく考慮されていないことがうかがえる。機構にも欠陥があり、ビームサーベルで斬られた際には機器が故障し、コクピットが高速回転する。本機に搭乗したヤザンは、このレールに沿って移動するコクピットの仕様から「粋なMS」「惨めなMS」と評する。
スマートフォンゲームアプリ『機動戦士ガンダム U.C. ENGAGE』では、製造元が「ゲモン商会」とボール・ボーイとザック・ポッドの設定にて言及されている。

## 劇中での活躍
金儲けのため、アクシズ改めネオ・ジオンに自分を売り込もうと画策していたゲモン・バジャックがΖガンダムとアーガマへの勝手なライバル心もあり、2機建造する。ジュドー・アーシタたちがたまたま出た学校の校庭にガザC2機と着陸して校舎の屋上昇降口を破壊し、そこに現れたファ・ユイリィの搭乗するΖガンダムと交戦する。ファがコロニー内の被害を考慮したため、思い切った操縦をできないこともあってゲモンが優勢に立つ。パイロットがジュドーに交代したΖガンダムとのボクシング対決でもこれを制すが、レール式コクピットの暴走が仇となってゲモンが目を回してしまい、敗北を喫する（第5話）。
その後、シャングリラの作業用ハッチから宇宙へ出ようとするアーガマを、ゲモンの搭乗する1号機とティターンズ残党のヤザン・ゲーブルの搭乗する2号機で妨害する。鉄骨でアーガマのカタパルトデッキを叩き、Ζガンダムに廃材を投げつけるなどして暴れ回るが、1号機はΖガンダムに撃破され、2号機はマシュマー・セロの搭乗する巡洋艦エンドラに激突して失われる（第8話）。
小説版では、中古機然とした外見について2号機（ゲゼII）は「赤い彗星」を意識して赤く塗ろうとしたものの、塗料が足りないという理由で赤銅色になったためとされている。のちに3機登場し、それぞれ黄、青、赤という信号機カラーに塗装された機体にゲモン、ヤザン、マシュマーが搭乗する。マシュマー機はロンメル隊と合流した際には、砂漠用の迷彩色に塗り替えられている。「トリプル・ゲゼ」と称してフォーメーションを組み、パイロットの技量もあってアニメよりも活躍する。ネオ・ジオンの地球降下作戦に合わせてロンメル隊に合流するが、隊の全滅後にはマシュマー機とヤザン機がΖガンダムと交戦して撃破され、マシュマーが戦死する。

## 立体化
2021年現在、ガンプラによる立体化は実現していない。しかし、ガンプラ以外での立体化は実現しており、アニメ本放送当時には森永製菓から発売された「機動戦士ガンダムΖΖチョコスナック」の食玩として立体化されている。その後はイベント限定のガレージキットで立体化されているほか、ガシャポン戦士で立体化されている。
2016年6月28日には、バンダイキャンディトイで食玩『2分で作る! 機動戦士ガンダム名鑑ガム』の1つとして発売された。開発担当者は「ゲゼの立体化は悲願だった」といい、「民間人が自力で機体を開発し、Ζガンダムやアーガマに挑んだ無鉄砲ともいえるチャレンジ精神は、『ガンダム名鑑ガム』のテーマにも当てはまる」とする趣旨のコメントをしている。このゲゼ食玩化のニュースを受け、第二稿を描いた小林誠もTwitterで前述のコメントを投稿した。

## ゲゼ改
雑誌『SD CLUB』で連載された漫画「機動戦士ガンダム 英雄伝説」に登場。
宇宙世紀0094年頃（アムロ・レイが消息を絶って11か月後とされる）のシャングリラでゲモンが所有する機体。外観は原型機と差異はないが、高出力のスラスターにより高機動化された描写がなされている。ゲモンの工場に侵入したカイ・シデンが搭乗するガンキャノンのレプリカ（中身はジェガン）と交戦するが、倉庫にあった実弾を投げつけられて頭部を破壊され、行動不能となる。